# Giovanna Ribes
Giovanna Ribes (Catarroja, 27 de enero de 1959) es una directora, guionista, artista audiovisual y productora española con experiencia en el mundo del cine documental y de ficción, videoarte y creación.

## Biografía
Nace en Valencia en 1959. Hija de emigrantes españoles en Ginebra (Suiza), desciende de uno de los pueblos que rodean el lago de la Albufera, Catarroja. En Valencia estudia Filología Germánica y Técnica en Operaciones de Imagen y Sonido. Empieza así su pasión por el mundo audiovisual y empieza a especializarse en producción y dirección en varias escuelas alrededor del mundo: en Londres en el Media Production Services; en EE. UU. es seleccionada en uno de los Films and Television Maine Media Workshop en Rockport. También en Cuba cursa en la Escuela de Cine y Televisión de San Antonio de los Baños; y un curso de dirección de actores, por Dominic de Fazio.

## Presencia en el mundo audiovisual Valenciano y nacional
Codirectora del festival de Dones en Art, que reúne trabajos de mujeres en las artes escénicas y audiovisuales y miembro de CIMA, que en 2015 abrió una delegación en la Comunidad Valenciana. Pertenece también a la PAV - Asociación de Productores Valencianos, EDN - European Documentary Network y a EWA - Plataforma Europea para las mujeres en el sector audiovisual. Vicepresidenta del Cluster Audiovisual Valenciano y desde 2013 de Mostra Viva del Mediterrani, festival que desde 2013 ha sustituido la Mostra de València después de su cierre en 2011. Directora del Festival Internacional de Cine Dona y Cinema - Woman & Film - Mujer y Cine. Ha colaborado como jurado en Festivales como Alzinema, Premis Tirant o Mostra de Cinema Llatinoamericà de Catalunya. Será Presidenta del Jurado en la edición 2015 del Festival de Cine de Alicante.

## Reseñas y críticas
Los diferentes trabajos de Giovanna, han recibido distintas críticas y reseñas editoriales. El largometraje de ficción Un suave olor a canela (2013), su trabajo más reciente, recibió buenas críticas por enfrentar grandes conflictos existenciales con detalles más banales, contraponiendo la cotidianidad con la densidad de la existencia. Otros trabajos destacados son los documentales Manuela Ballester: el llanto airado (2008) donde rescata la figura de una mujer de principios, artista y poeta, y La sinfonía de las grúas (2006). Ambos documentales fueron incluidos en la retrospectiva de El documental valenciano de los últimos diez años (2000-2010), de la 32ª Mostra de Valencia.

## Filmografía

### Largometrajes
- Todas íbamos a ser reinas (documental, 1995). Documental sobre la escritora chilena Gabriela Mistral
- El sueño temerario (documental, 2005)
- La sinfonía de las grúas (documental, 2006)
- Manuela Ballester: El llanto airado (documental, 2008)
- Un suave olor a canela (ficción, 2013)

### Cortometrajes
- Cuba: blanco y negro (documental, 1992)
- Solitud (ficción, 2003)
- El lento caminar de las orugas (Experimental, 2015)

### Televisión
- La torre de Babel (TV Movie, 2007)
- Kim & Co (TV Serie, 26 capítulos, 2007)

### Productora
- Notas discontinuas de México (corto documental de Rebeca Crespo, 2008). Sobre la vida del músico Javier Corcobado
- El último guion (largometraje documental de Gaizka Urresti y Javier Espada, coproducción, 2008)
- Tierra sin mal (largometraje documental de Ricardo Macián, 2010)
- Agua (cortometraje de ficción de Silvia Macip, 2012)
- El amor no es lo que era (largometraje de ficción de Gabi Ochoa, 2013)